# Рујиште (Зубин Поток)
Рујиште је насеље у општини Зубин Поток на Косову и Метохији. Атар насеља се налази на територији катастарске општине Рујиште површине 787 ha. Историјски и географски припада Ибарском Колашину. Насеље је на јужним обронцима Рогозне. Налази се превоју који одваја слив Јагњеничке и Козаревске реке. После ослобађања од турске власти место је у саставу Звечанског округа, у срезу митровичком, у општини рујишкој и 1912. године има 134 становника.

## Демографија
Насеље има српску етничку већину.
Број становника на пописима:
- попис становништва 1948. године: 179
- попис становништва 1953. године: 199
- попис становништва 1961. године: 209
- попис становништва 1971. године: 138
- попис становништва 1981. године: 88
- попис становништва 1991. године: 62